# Dryocopus
Dryocopus is een geslacht van vogels uit de familie van de spechten (Picidae). De naam is een combinatie van de Griekse woorden δρῦς ('eik') en κόπτειν ('slaan' of 'hameren').

## Soorten
- Dryocopus hodgei – Andamanenspecht
- Dryocopus javensis – Witbuikspecht
- Dryocopus lineatus – Gestreepte helmspecht
- Dryocopus martius – Zwarte specht
- Dryocopus pileatus – Noord-Amerikaanse helmspecht
- Dryocopus schulzii – Zwartbuikhelmspecht

Sinds 2014 worden de Amerikaanse soorten, dat wil zeggen de Noord-Amerikaanse helmspecht (D. pileatus), de gestreepte helmspecht (D. lineatus) en de zwartbuikhelmspecht (D. schulzii), door sommige auteurs in het geslacht Hylatomus geplaatst. De helmspecht (Celeus galeatus) uit Zuid-Amerika werd voorheen in het geslacht Dryocopus of Hylatomus geplaatst, maar kreeg in 2015 een plek in het geslacht Celeus. Van de overige soorten in het Palearctisch gebied overlapt alleen het leefgebied van de witbuikspecht (D. javensis) met dat van de zwarte specht in Zuid-Korea.
Andamanenspecht (D. hodgei) ·
witbuikspecht (D. javensis) ·
gestreepte helmspecht (D. lineatus) ·
zwarte specht (D. martius) ·
Noord-Amerikaanse helmspecht (D. pileatus) ·
zwartbuikhelmspecht (D. schulzi)